# Kulturní liberalismus
Kulturní liberalismus je politicko-sociologický směr, pro který je charakteristická svoboda a právo jednotlivce na přijmutí či odmítnutí veškerých kulturních norem dle svého uvážení. Jako takový je přirozenou větví liberalismu a má blízko k liberalismu politickému či sociálnímu.
Říká, že z důvodu obrovské rozmanitosti a rozdílnosti kultur, tradic a obyčejů po celém světě by společnost ani stát neměly jednotlivcům předepisovat žádné vzorce chování, pokud tyto vzorce nezasahují do práv a svobod ostatních. Jednotlivci tak podle kulturních liberálů mají výsostné právo na náboženské vyznání, rozmanité kulturní tradice včetně svateb či rozvodů, sexuální orientaci, vlastní názorové přesvědčení a další prvky vlastní kulturní identity. Tato práva jsou, stejně jako povinnost nepřekračovat tímto jednáním práva jiných, zakořeněna ve Všeobecné deklaraci lidských práv. Aby však společnost fungovala, musejí být vzájemná tolerance a respekt k individuálním svobodám ve společnosti spojeny s pocitem sociální spravedlnosti mezi jednotlivými články.
Proti tomuto směru se staví kulturní konzervativci, kteří úplnou svobodu kulturních norem odmítají a kladou důraz na zachování tradičních kulturních hodnot národa nebo jiné kulturně homogenní entity. Názorové odlišnosti kulturních liberálů s kulturními konzervativci se stávají zdrojem tzv. kulturních válek.

## Historie kulturního liberalismu
V 19. století se touto problematikou začal zabývat velšský levicový intelektuál Raymond Henry Williams. Ve své publikaci Culture and Society se zaměřil na pojetí kultury. Wiliams patřil do tzv. Birminghamské školy, která se zabývala kulturními studiemi. Mezi její členy patřili také Stuart Hall, Herbert Richard Hoggart nebo Graeme Turner, z nichž většina byli levicově smýšlející přispěvatelé časopisu New Left Review. Na Williamse postupně navázali novými otázkami.
V osmdesátých letech se tematikou kultur začalo kromě kulturologie zabývat více vědních disciplín. Pojem kultura se postupně dostal do popředí. Svůj podíl na tom měl i rozmáhající se proces globalizace, kdy se jednotlivé kultury začaly postupně propojovat. Světová populace za začala více mísit i díky stále častější migraci obyvatelstva. To s sebou přineslo mnoho různých problémů, jak zařídit soužití různých kultur na území jednoho státu a jejich vzájemnou toleranci. Otázka kulturního liberalismu se dostala na politickou úroveň a především od devadesátých let je z ní velmi diskutované celospolečenské téma.

## Kulturní liberalismus v současnosti
U kulturního liberalismu v současném světě pozorujeme progresivní tendence. Jedním z hlavních ukazatelů toho je stoupající počet států, ve kterých zákony umožňují uzavření svazku mezi osobami stejného pohlaví. Spouštěcím článkem procesu změn se stalo Dánsko v roce 1989, ve Spojených státech je dnes uzavření stejnopohlavního manželství legální ve 35 státech a v Česku dochází k uzavírání registrovaného partnerství od roku 2006.
K tomuto tématu se váže problematika výchovy dětí v gay a lesbických rodinách. Adopce nebo pěstounská péče je pro gaye a lesbické ženy povolena téměř ve všech státech, kde funguje uzavírání stejnopohlavního manželství, ale povoluje se i v mnoha státech, které toto manželství zakazují. V Česku se může o individuální adopci ucházet kdokoliv, nehledě na jeho sexuální orientaci. Osobám v registrovaném partnerství český zákon osvojení dítěte zakazoval, a to do roku 2016, kdy byl nálezem Ústavního soudu zrušen.
Dalším progresivním krokem je legalizace měkkých drog, konkrétně marihuany. K první legalizaci distribuce, pěstování a užívání marihuany došlo v roce 2013 v Uruguayi, její přímý prodej bude ale podle slov prezidenta Josého Mujicy do roku 2015 pozastaven. Přeměnou právních předpisů k plné legalizaci prošly i americké státy Colorado a Washington a v dalších zemích byly zavedeny zákony o lékařském užití marihuany. V Česku byl tento zákon prezidentem Václavem Klausem podepsán v únoru roku 2013.

## Kulturní války
Termín kulturní válka odkazuje k souboji mezi kulturním liberalismem a kulturním konzervatismem a tradicionalismem. Debaty se vedou nad celospolečenskými tématy, jakými jsou potraty, eutanazie nebo stejnopohlavní manželství.
K nejvýznamnějším kulturním sporům o budoucím uspořádání některých aspektů ve společnosti patří události 90. let ve Spojených státech amerických. Profesor sociologie na Univerzitě ve Virginii James Davison Hunter otevřel v roce 1991 svou knihou Culture Wars: The Struggle to Define America diskuzi nad některými tématy, která silně polarizovala americkou společnost, jako potraty, držení zbraní, odluka církve a státu, legalizace měkkých drog a homosexualita. V návaznosti na tuto knihu se v americké společnosti vedla diskuze o další kulturní liberalizaci společnosti. Významným odpůrcem rozsáhlejších progresivistických změn byl kandidát na prezidenta Pat Buchanan, který je v současnosti stále jedním z hlavních představitelů tradicionalistické frakce v Republikánské straně.
V České společnosti dochází k souboji mezi kulturními liberály a konzervativci při každoročním pořádání festivalu LGBT komunity Prague Pride. Tradičně proti němu vystupuje konzervativní Akce D.O.S.T.